# ایون (آیووا)
ایون (به انگلیسی: Ion) یک منطقهٔ مسکونی در ایالات متحده آمریکا است که در آیووا واقع شده‌است. ایون ۲۰۶٫۹۶ متر بالاتر از سطح دریا واقع شده‌است.